# Skidel (stacja kolejowa)
Skidel (biał. Скідзель, ros. Скидель) – stacja kolejowa w miejscowości Skidel, w rejonie grodzieńskim, w obwodzie grodzieńskim, na Białorusi.
Stacja istniała przed II wojną światową. Nie leżała wówczas w samym Skidlu, tylko w jego pobliżu (w późniejszych czasach miasto się rozrosło). Rozpoczynała tu swój bieg kolej wąskotorowa do folwarku Lesiszcza.